# Kudmaru, Puttur
Kudmaru là một làng thuộc tehsil Puttur, huyện Dakshin kannad, bang Karnataka, Ấn Độ.